# تسوکوی، کاناگاوا
تسوکوی، کاناگاوا (به لاتین: Tsukui) یک منطقهٔ مسکونی در ژاپن است که در کانتو واقع شده‌است. تسوکوی ۲۸٬۵۵۱ نفر جمعیت دارد.